# السياسة المالية للولايات المتحدة
السياسة المالية هي أي تغييرات تجريها الحكومة على الموازنة الوطنية للتأثير على اقتصاد الدولة. كان النهج المتبع في السياسة الاقتصادية في الولايات المتحدة منطلقًا من مبدأ عدم التدخل، حتى وقع الكساد العظيم. حاولت الحكومة الابتعاد عن المسائل الاقتصادية قدر الإمكان وكل ما كانت تأمله هو الحفاظ على موازنة خالية من العجز. قبل الكساد العظيم، كان الاقتصاد يعاني من بعض الأزمات، وقد كان بعضها شديدًا، لكنه كان يميل لتصحيح نفسه في كل مرة، ما يعني أن مبدأ عدم التدخل كان فعالًا.
كان الرئيس فرانكلين روزفلت أول من وضع سياسات مالية في الولايات المتحدة فيما يعرف بـ «الصفقة الجديدة». لم تثبت التجارب الأولى جدواها، لكن السبب وراء ذلك الفشل، على الأقل جزئيًا، هو أن الكساد العظيم قلل توقعات عالم الأعمال بشكل كبير.

## التاريخ

### الكساد العظيم
ضرب الكساد العظيم البلدان في أواخر العشرينات واستمر طوال فترة الثلاثينيات بأكملها. أثر على بعض البلدان أكثر من غيرها، وكانت آثاره في الولايات المتحدة مؤذية. عام 1933، كان 25% من جميع العمال في أمريكا عاطلين عن العمل. جاعت العديد من العائلات أو فقدت منازلها. حاول البعض السفر إلى الغرب الأمريكي للعثور على عمل، لكن كل ذلك كان دون جدوى.
أظهر الكساد العظيم للسكان الأمريكيين أن هناك حاجة متزايدة لتدخل الحكومة في إدارة الشؤون الاقتصادية. بدأ حجم الحكومة الفيدرالية بالتوسع بسرعة في ثلاثينيات القرن الماضي، مرتفعًا من 553,000 موظفٍ مدني في أواخر العشرينات إلى 953891 موظفٍ عام 1939، كما نمت الموازنة بشكل كبير. عام 1939، كانت الإيرادات الفيدرالية من الميزانية الإدارية تبلغ 5.50% من الناتج القومي الإجمالي، بينما كانت النفقات الفيدرالية تبلغ 9.77% منه، ما يمثل ارتفاعًا كبيرًا عن أرقام العام 1930، عندما كان متوسط الإيرادات الفيدرالية يبلغ 3.80% الناتج القومي الإجمالي بينما بلغ متوسط الإنفاق 3.04% منه.
كان الرئيس فرانكلين ديلانو روزفلت أحد المساهمين في تغيير دور الحكومة في الثلاثينيات. مكنت أهمية فرانكلين روزفلت في الصفقة الجديدة، التي كانت عبارة عن برنامج من شأنه أن يوفر الإغاثة والانتعاش والإصلاح للأمة الأمريكية. فيما يتعلق بالإغاثة، أنقذت منظمات جديدة، مثل إدارة تقدم الأعمال، العديد من الأرواح في الولايات المتحدة. كان الجانب الإصلاحي هو الأكثر تأثيرًا في الصفقة الجديدة، لأنه غيّر إلى الأبد دور الحكومة في الاقتصاد الأمريكي. في المحصلة، كانت الصفقة الجديدة بداية السياسة المالية الأمريكية. كانت هذه هي المرة الأولى التي تقوم فيها الحكومة بدور نشط في محاولة حماية الأفراد الأمريكيين من التغيرات الجذرية غير المرئية في السوق.
على الرغم من أن جوانب الإغاثة والإصلاح في الصفقة الجديدة أثبتت فعاليتها بالنسبة للأميركيين، إلا أن الانتعاش كان مشكلة لم تحلّ. ظلت معدلات البطالة مرتفعة للغاية طوال فترة الثلاثينيات من القرن العشرين. كان الأمريكيون لا يزالون يواجهون صعوبة في العثور على وظائف. تراجعت حدة هذه المشكلة عندما دعت الحكومة العديد من الصناعات للتحول إلى الإنتاج العسكري في أوائل الأربعينيات من القرن الماضي استعدادًا للحرب العالمية الثانية.

### الحرب العالمية الثانية وتأثيراتها
أجبرت الحرب العالمية الثانية الحكومة على إقرار موازنات بعجز كبير، أو بإنفاقٍ أكبر مما كانت تولده اقتصاديًا، وذلك من أجل مواكبة كل الإنتاج الذي يحتاجه الجيش الأمريكي. بسبب العجز، أو بالأحرى بسبب الإنفاق الحكومي، انتعش الاقتصاد وانتعشت أمريكا ناهضةً من أزمة البطالة. كان للاستراتيجية العسكرية المتمثلة في العمالة الكاملة (صفر بطالة) فائدة كبيرة: استخدمت الحكومة العجز الهائل لدفع تكاليف الحرب، وهذا ما أنهى الكساد العظيم. حددت هذه الظاهرة المعايير وأظهرت مدى ضرورة قيام الحكومة بدور نشط في السياسة المالية.
سنّت الحكومة قانون التوظيف لعام 1946 لمنع الاقتصاد من الانحدار مرة أخرى إلى كساد ما بعد الحرب. أعلن القانون استمرار سياسة الحكومة الفيدرالية في استخدام جميع الوسائل المتاحة لتعزيز الحد الأقصى للعمالة والإنتاج والقوة الشرائية للمواطنين. إضافة إلى التركيز على إبقاء معدلات البطالة منخفضة، دعا القانون إلى إنشاء مجلس المستشارين الاقتصاديين. كلف هذا المجلس بمساعدة الرئيس بتعيين أعضاء في اللجنة الاقتصادية المشتركة في الكونغرس ومواصلة تطوير دور السياسة المالية في الولايات المتحدة.